# شمال شرق دلهي
شمال شرق دلهي رمزها «NE» (بالإنجليزية: North  East  Delhi)‏ ، هو تقسيم إداري لدولة الهند تتبع ولاية دلهي (بالإنجليزية: Delhi)‏ ، مركزها هو مدينة شاهدارا (بالإنجليزية: Shahdara)‏ عدد سكانها حسب تعداد سنة 2001 هو 1,763,712 ، مساحتها 52 كم² وكثافة السكان 33917 لكل كم² .

## العنف في الهند
شهد شمال شرق الهند مقتل 32 قرويا مسلما على يد أعضاء من الجبهة الديمقراطية الوطنية لبودولاند ) (NDFB. يسعى هذا الحزب الذي تعتبره الحكومة الهندية منظمة ارهابية إلى استقلال بودولاند عن الهند، وهي منطقة في ولاية اسام تقع على شريط من الأرض يربط ولايات الشمال الشرقي ببقية البلاد. البودو هم مجموعة عرقية مختلفة ثقافيا ودينيا يتكلمون لغة تيبتية بورمية وتعود مطالبتهم بالاستقلال إلى فترة الحكم البريطاني. وتسعى الحكومة الهندية جاهدة اليوم، لا سيما بعد ظهور الانفصاليين المسلحين البودو، إلى ضمان الاستقرار في هذه المنطقة الجبلية التي يصعب الوصول إليها